# Dipsas aparatiritos
Dipsas aparatiritos — вид неотруйних змій родини полозових (Colubridae). Описаний у 2023 році.

## Назва
Назва виду aparatiritos утворена від грецького слова απαρατήρητος, що означає «непомічений». Змія була виявлена у 1977 році і ховалася від дослідників понад сорок років у дуже добре вивченому місці для герпетологічних досліджень.

## Поширення
Ендемік Панами. Виявлений у Національному парку імені дивізійного генерала Омара Торріхоса Еррери у провінції Кокле в центральній частині країни.